# Poonamalle Ramakrishna Subrahmanyan Mani
Poonamalle Ramakrishna Subrahmanyan Mani fue un diplomático indio.
- De 1939 a enero de 1944  fue empleado de la All India Radio.
- De enero de 1944 a 1946 fue oficial de relaciones públicas en el Ejército Indio Británico en la guerra en  Birmania y el sureste de Asia.
- Después de la Rendición de Japón, el 2 de septiembre de 1945 el poder colonial desplegó tropas del Ejército Indio Británico  incluyendo Mani, contra las fuerzas nacionalistas en Vietnam e Indonesia. Voceros indígenas protestaron, pero los británicos persistieron en el despliegue de las tropas indias. Mani fue atrapado en el ejército británico con las tropas indias en Surabaya, donde en la peor de las batallas, murieron miles de civiles indonesios. Tropas indias sufrieron numerosas bajas, y la dilema al verse forzados a esta lucha –muchos desiertarón y se unieron a la revolución de Indonesia–. Mani escribió informes para los británicos y un diario de sus observaciones y sentimientos en este periodo clave.
- En enero de 1946 Mani renunció a su cargo del Ejército Indio Británico como protesta.
- De enero de 1946 a 1948 fue corresponsal en Indonesia de la The Free Press Journal en Mumbai.
- En 1949 entró al Servicio del exterior.
- De 1949 a 1950 fue agregado de Prensa en Yakarta.
- De 1950 a 1951 fue secretario de embajada en Nueva Delhi.
- De 1951 a 1952 fue Cónsul general en Manila.
- De 1952 a 1953 fue Cónsul general en Shanghái.
- De 1953 a 1954 fue Alto Comisionado en Hong Kong.
- En 1955 fue Cónsul general in Goa.
- De 1955 a 1958 fue secretario de embajada de primera clase en Bonn.
- De 1958 a 1961 fue Consejero de embajada en Katmandú.
- De 1961 a 1964 fue  Alto Comisionado adjunto en Colombo.
- De 1964 a 1966 fue Alto Comisionado en Mauricio.[2]
- De 1967 a 1969 fue secretario de enlace en Nueva Delhi.
- De enero de 1970 a febrero de 1973 fue embajador en Estocolmo.[3]